# Rejon kramatorski
Rejon kramatorski (ukr. Краматорський район) – jednostka administracyjna w składzie obwodu donieckiego Ukrainy. Powstał 17 lipca 2020 roku. Siedzibą władz rejonu jest Kramatorsk. Według danych z 2021 rejon zamieszkiwało 553 559 osób.